# Sicyos laciniatus
Sicyos laciniatus är en gurkväxtart som beskrevs av Carl von Linné. Sicyos laciniatus ingår i släktet hårgurkor, och familjen gurkväxter. Inga underarter finns listade i Catalogue of Life.